# Nurzec-Stacja
Nurzec-Stacja è un comune rurale polacco del distretto di Siemiatycze, nel voivodato della Podlachia.
Ricopre una superficie di 214,96 km² e nel 2004 contava 4 571 abitanti.